# August Ferdinand Bernhardi
August Ferdinand Bernhardi, né le 24 juin 1769 à Berlin et mort le 1er juin 1820, est un linguiste, latiniste, helléniste et écrivain prussien de l'ère du romantisme.

## Biographie
Il étudie la philosophie à l'université de Halle et devient professeur en 1791 au lycée de Friedrichswerder, lycée réputé de Berlin, dont il devient directeur en 1808. Il est membre du consistoire en 1815 et de la commission des examens. Il est nommé directeur du fameux lycée Frédéric-Guillaume de Berlin peu avant sa mort. Il appartenait au cercle proche des réformateurs du « nouvel humanisme » autour de Guillaume de Humboldt.
Il épouse en 1799 Sophie Tieck, sœur cadette du poète Ludwig Tieck et sœur aînée du sculpteur Friedrich Tieck. Le mariage, malgré la naissance de trois enfants dont le futur écrivain Wilhelm Bernhardi et le futur historien Theodor von Bernhardi, s'avère malheureux et le ménage se sépare en 1805. Grâce à Ludwig Tieck, Bernhardi appartient au cercle romantique des frères Wilhelm et Friedrich Schlegel. Il entre en 1804 dans le groupe littéraire de l'« Étoile polaire » formé par Chamisso et Varnhagen et participe à la rédaction d'un roman à plusieurs Die Versuche und Hindernisse Karls, écrit entre autres avec Friedrich de La Motte-Fouqué et Wilhelm Neumann (de). En outre, il rejoint la Société sans loi de Berlin en 1810.
En plus de ses travaux de linguistique, Bernhardi écrit des œuvres satiriques sur la société berlinoise et la vie des hommes de lettres. Il écrit pour des journaux littéraires et des almanachs, comme Athenäum et Europa Bernhardi est également l'auteur de récits et de poèmes dans le goût romantique, son poème le plus connu étant Le Lion de Florence (Der Löwe in Florenz). Toutefois sa renommée se fait grâce à ses travaux linguistiques qui influencent Humboldt et Bopp.

## Œuvre
- Vollständige lateinische Grammatik, 1795-1797
- Vollständige griechische Grammatik, 1797
- Bambocciaden, 1797-1800 (avec son épouse)
- Sprachlehre, 1801-1803
- Anfangsgründe der Sprachwissenschaft, 1805
- Ansichten über die Organisation der gelehrten Schulen, 1818